# كريستوس بابادوبولوس
كريستوس بابادوبولوس (مواليد 19 مايو 1982) هو سبّاح يوناني، مثّل بلاده في الألعاب الأولمبية الصيفية 2004.

## روابط خارجية
كريستوس بابادوبولوس على موقع الاتحاد الدولي للسباحة (الإنجليزية)
- كريستوس بابادوبولوس على موقع أوليمبيديا (الإنجليزية)